# Baramba
Baramba fou un estat tributari protegit de l'Índia a Orissa. Pagava un tribut de 1.398 rúpies. La capital era Baramba a 20° 25′ 15″ N, 82° 22′ 41″ E / 20.42083°N,82.37806°E i els únics pobles a destacar eren Giopinathpur, Maniabandh i Banamalipur, tots a la riba del Mahanadi.

## Geografia
La superfície era de 347 km². La població era de 29.772 habitants el 1881, 32.526 el 1891, i 38.260 el 1901, quasi tots hindús. Les castes principals eren els chases i els pans. La població estava repartida en 181 pobles el 1901 (186 el 1881). La principal explotació era la fusta que es baixava per riu Mahanadi cap a Cuttack i Puri.
Limitava al nord amb Hindol, a l'est amb Tigiria, al sud amb el districte de Cuttack i el principat de Khandpara (formava el límit el riu Mahanadi), i a l'oest amb Narsinghpur. El pic Kanaka (638 metres) era el més alt de l'estat a les muntanyes anomenades també Kanaka a la part nord a la frontera.

## Història
La tradició atribueix la fundació a un lluitador famós al que el rei d'Orissa va cedir dos pobles habitats per khonds o khands i savars el 1305. El lluitador va expulsar els khonds o khands i va estendre el seu territori; els seus successors posteriorment van rebre noves donacions. Raja Bisambhar Birbar Mangraj Mahdpatra, que va pujar al tron amb 2 anys el 1881, es considera de la casta dels rajputs kshattriya i raja número 21; durant la minoria els britànics van dirigir el govern. L'estat disposava d'un petit exèrcit de 709 homes (1881) i 188 policies.

## Bandera
La bandera era rectangular dividida en tres franges horitzontals iguals: blava, blanca i verda.

## Llista de sobirans
- Raja HATAKESHWAR RAWAT 1305-1327, the first King of Baramba.

- Raja MALLAKESHWAR RAWAT 1327-1345

- Raja DURGESWAR RAWAT 1345-1375

- Raja JAMBESWAR RAWAT 1375-1416

- Raja BHOLESWAR RAWAT 1416-1459

- Raja KANHU RAWAT 1459-1514

- Raja MADHAB RAWAT 1514-1537

- Raja NABIN RAWAT 1537-1560

- Raja BRAJADHARA RAWAT 1560-1584

- Raja CHANDRASHEKHAR MANGARAJ 1584-1617

- Raja NARAYAN CHANDA MANGARAJ 1617-1635

- Raja KRUSHNA CHANDA MANGARAJ 1635-1650

- Raja GOPINATH CHANDRA MANGARAJ 1650-1679

- Rawat BALBHADRA MANGRAJ 1679-1711

- Rawat FAKIR MANGRAJ 1711-1743

- Rawat BANADHAR MANGRAJ 1743-1748

- Rawat PADMANAVA BIRBAR MANGRAJ 1748-1793

- Rawat PINDIKA BIRBAR MANGRAJ MAHAPATRA 1793-1842

- Rawat GOPINATH BIRBAR MANGRAJ MAHAPATRA 1842-1869, married and had issue.

- Raja DASRATHI BIRBAR MANGRAJ MAHAPATRA 1869-1881

- Raja BISHAMBHAR BIRBAR MANGRAJ MAHAPATRA 1881-1922

- Raja Sri NARAYAN CHANDRA BIRBAR MANGRAJ MAHAPATRA 1922-1948 (+ 15 d'octubre de 1954)